# Les Mécènes
Les Mécènes est un groupe de musique et un orchestre français originaire de Guyane, créé en 1977.